# 陳寶應

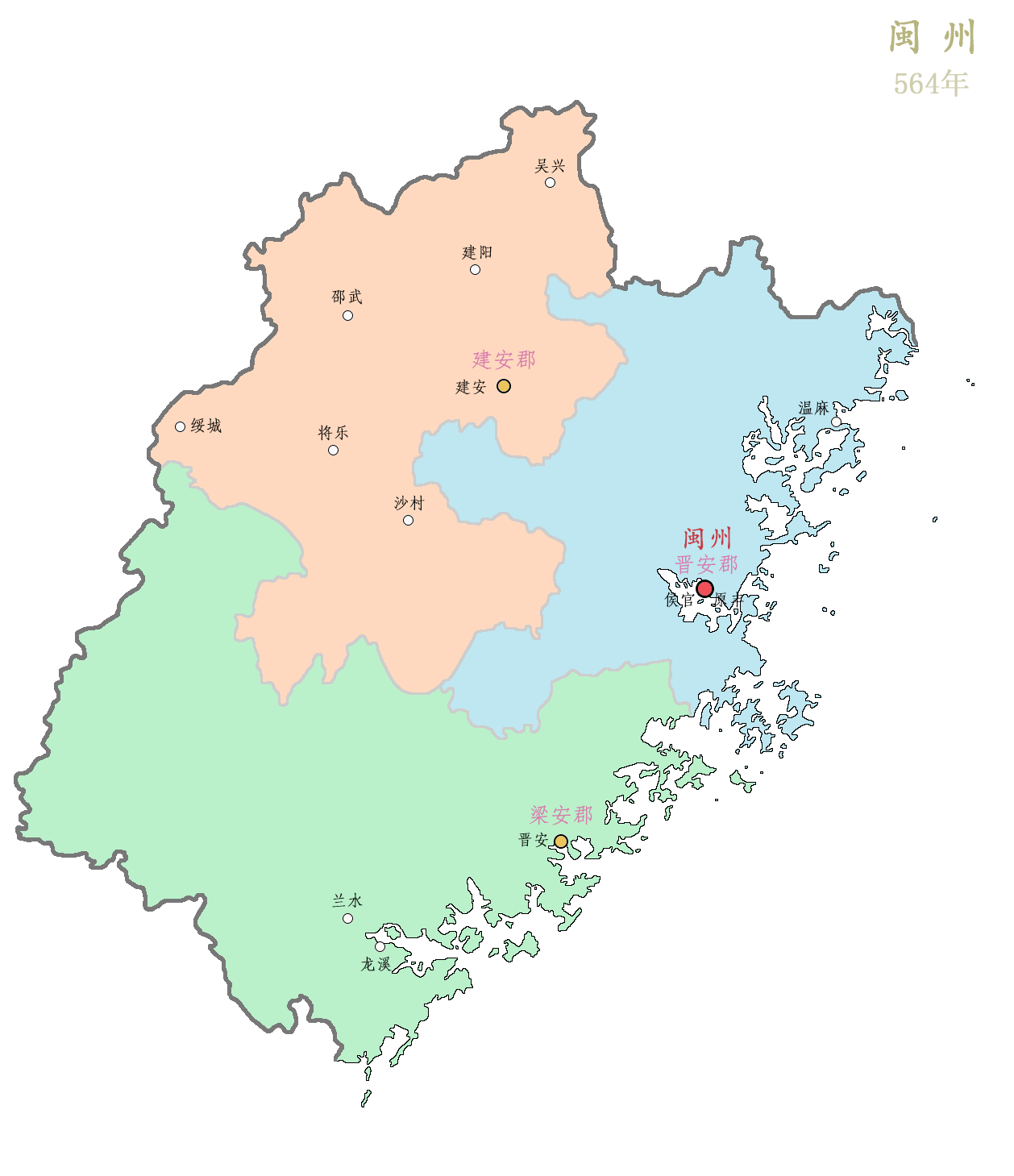
陈宝应割据下的闽州

陳寶應（？—564年），晉安郡侯官縣（治所在今福建省福州市鼓楼区）人，南梁、南陳时期的军阀，割据闽中，後因協助留異和周迪叛亂而被殺。
陈宝应的父亲陈羽本是晋安郡豪强。梁大宝元年（550年），陈羽以武力逼走晋安太守、宾化侯萧云，自主郡政，因年老，命陈宝应统领军队。其時東部饑荒，尤其在會稽更死去大部分民眾，平民都互相賣身，唯獨晉安依然富庶。陳寶應從海路進入臨海、永嘉及會稽、餘姚、諸暨，承載糧食和人民貿易，收穫玉器、絲綢和民眾子女，又羅致到能駕船的人，於是財產豐富，部下強盛。侯景被平定後，梁元帝任命陳羽為晉安太守。555年陳霸先輔政时，陳羽奏請退休，希望讓陳寶應擔任太守，獲准。紹泰元年（555年），朝廷授他為壯武將軍、晉安太守，不久加員外散騎常侍，次年（556年），封侯官縣侯，食邑500戶。當時東西山路都有流寇佔據，他從海路到會稽納貢。557年，南陳建立，他獲封持節、散騎常侍、信武將軍、閩州刺史、領會稽太守。陳文帝繼位，加封他為宣毅將軍，又加其父陳羽為光祿大夫；同時下令宗正將他家族的世系記下並編為宗室，派使者授予他的子女官職爵位。
後來陳寶應娶留異的女兒為妻子，侯安都討伐留異時他派兵協助留異，又資助周迪兵糧，派兵入臨川。都督章昭達在東興、南城打敗周迪，陳文帝命令章昭達率領軍隊由建安南路越過山嶺，又命益州刺史、領信義太守余孝頃統率會稽、東陽、臨海、永嘉軍對從東路會合攻打陳寶應，並且下詔宗正斷絕他家族的屬籍。天嘉五年（564年），周迪被擊敗，章昭達越過東興嶺在建安坐鎮，余孝頃從海路攻擊晉安；陳寶應據守建安湖际抵挡官軍，水陸兩路都架設柵欄。章昭達鋪設深溝和高壘，不和他作戰，但命令士兵軍士斬樹木造木筏。不久大水沖出，衝擊陳寶應的柵欄；官軍水陸兩路攻至，於是他的部屬潰敗，自己逃入山中，走投無路被抓獲，和子弟二十人被押到建康斬首。

## 扩展阅读
[在维基数据编辑]
 《陳書·卷35》，出自姚思廉《陳書》
 《南史/卷80》，出自李延壽《南史》